# ولفگانگ وبنر
ولفگانگ وبنر (آلمانی: Wolfgang Webner؛ زادهٔ ۲۳ آوریل ۱۹۳۷) بازیکن والیبال اهل آلمان شرقی بود.